# Свети Николай (Пловдив)
Вижте пояснителната страница за други значения на Свети Николай.
„Свети Николай“ или „Свети Никола“ е православна църква в град Пловдив, посветена на свети Никола Мирликийски.
Намира се в Старинния град (Трихълмието), на около 70 – 80 m западно от катедралата „Света Богородица“, на която е параклис.

## История
За храм „Свети Никола“ в Пловдив, разположен най-вероятно на мястото на сегашния, споменава през 1578 г. Стефан Герлах, посетил града на път от Виена за Цариград.
През 1798 г. параклисът е възстановен с отпуснати от настоятелството на храм „Света Богородица“ 4300 гроша и други дарения. Ремонтът е некачествен и скоро се налага изграждането на нова постройка.
Съгласно двуезичен (гръцки и църковнославянски) надпис на северната вътрешна стена, над главния вход, сегашната сграда на параклиса е издигната през 1835 г., по време на тогавашния пловдивски митрополит Никифор и със средства на православни християни от града. Главен дарител навярно е бил Вълко Тодоров Чалъков, който живеел съвсем близо до храма. Когато той умира на 17 май 1841 г., заради големите му заслуги за църквата енориашите го погребват в наоса. Надгробната му плоча и сега се пази там.
Кои са били майсторите, издигнали сградата, не се знае със сигурност, но се предполага, че са от Брациговската школа.
Днес параклисът „Свети Николай“ се обслужва от храмовите свещеници на съседната църква „Света Богородица“. Всеки четвъртък след литургията в него се отслужва молебен на свети Николай.
Храмовият празник e 6 декември –  Никулден.

## Архитектура
Параклисът представлява малка, еднокорабна базилика с една апсида и размери 17,5 м на 9,8 м на 6 м. Изграден е от неоформен камък и само източната олтарна стена и апсидата са от правилно издялани каменни блокчета. Поради стръмния и скалист терен, на който се намира храмът, притворът му е от северната страна, а не от западната, както обикновено се строят църквите.
Иконостасът произхожда в по-голямата си част от предишната, съборена църква „Св. Николай“ и датира от втората половина на XVII в., което го прави най-стария в Пловдив. Предполага се, че е изработен от местни майстори, повлияни от дърворезбата в голямата черква на Бачковския манастир. Размерите му са 7,5 м на 3,9 м. В горната си част е покрит с резба, която е цялостно позлатена. С дърворезба са украсени и царските двери.
Главните иконостасни икони на Иисус Христос, Богородица, Йоан Кръстител, св. Никола, св. Варвара и Св. Сава Освещени не се подписани и датирани. Стилът им обаче сочи, че са от Захари Зограф, за когото се знае, че е работил в Пловдив по време на освещаването на храма (1835). Храмовата икона на Николай Чудотворец е подарена (според надпис вляво от образа на светеца) от съпругата на чорбаджи Вълко – Рада Чалъкова. В южния край на иконостаса има една сравнително малка икона на мъченик Николай Нови (Анатолийски), която Светла Москова приписва на Христо Димитров. По този начин в храма съседстват произведения на двама водещи възрожденски иконописци, баща и син.
Иконата „Успение Богородично“ в северния край на иконостаса е в руски стил и затова се предполага, че е донесена от Русия. Тя е със златни орнаменти.
Образът на св. св. Петър и Павел, изрисуван върху платно на страничната (дяконска) иконостасна врата, датира от 1885 г. и е подписан от художника Георги Ксафов (1856 – 1931).
Архиерейският трон е резбован и отчасти позлатен. Предполага се, че е произведение на дебърски майстори, че датира от ХVІІІ в. и че също е останал от стария храм. Той е с височина 3 м и ширина 0,8 м. На облегалото му е окачена икона на Иисус Христос Велик Архиерей с надпис „1882 г., 26 февруарий“. Авторът ѝ е неизвестен, но по стил тя прилича на рисуваната от Атанас Гюдженов през 1880 г. икона „Успение Богородично“ в катедралния храм „Света Богородица“.
- Строителен надпис на храма (1835)
- Храмова икона на св. Никола, приписвана на Захарий Зограф (ок. 1835)
- Икона на св. мъченик Никола Нови, приписвана на Христо Димитров